# Resolución 1140 del Consejo de Seguridad de las Naciones Unidas
La resolución 1140 del Consejo de Seguridad de las Naciones Unidas, adoptada por unanimidad el 28 de noviembre de 1997, después de reafirmar la resolución 1110 (1997), el Consejo renovó el mandato de la Fuerza de Despliegue Preventivo de las Naciones Unidas (UNPREDEP) en Macedonia  por cuatro días hasta el 4 de diciembre del mismo año, pendiente de más discusiones. La resolución 1142 (1997) después extendió la UNPREDEP hasta el 31 de agosto de 1998.